# Операция «Дамокл»
«Дамокл» — тайная операция, разработанная и проведённая Моссадом.

## Описание
Началась в августе 1962 и была направлена против немецких учёных и техников, ранее работавших в ракетной программе Третьего рейха над оружием возмездия, которые разрабатывали также ракеты для Египта на военном объекте, известном как Фабрика 333. По словам Отто Йоклика, австрийского учёного, разрабатываемые ракеты были запрограммированы на использование радиоактивных отходов.
Осуществлялась путём угроз, рассылок писем-бомб и похищений. В марте 1963 премьер-министр Израиля Давид Бен-Гурион потребовал отставки тогдашнего начальника спецслужб Иссера Хареля из-за операции, которая уже фактически закончилась.[прояснить] Данная операция вкупе с дипломатическим давлением изгнали бывших нацистских учёных и техников из Египта к концу 1963.